# Somatina transvehens
Somatina transvehens là một loài bướm đêm trong họ Geometridae.